# Pickleback
Pickleback är en amerikansk drink som består av två fristående shottar; en shot whisky som sköljs ned med en shot gurkinläggningslag, en så kallad chaser.

## Historik
Enligt en tradition har det varit vanligt att ta en skvätt med inläggningslag efter att man druckit en öl eller grogg i amerikanska sydstaterna. Långtradarchaufförer menade att det minskade alkoholens vätskedrivande effekt så att de inte blev lika kissnödiga, och nattklubbsbesökare vittnade om att de blev mindre bakfulla. Inläggningslag har också druckits av amerikanska idrottsutövare, i synnerhet utövare av amerikansk fotboll, i syfte att minska risken för kramp.
I mitten av 00-talet etablerade och namngav bartendern Reggie Cunningham drinken Pickleback när han arbetade på baren Bushwick Country Club, i utkanten av Brooklyn i New York. Han små-åt inlagd gurka bakom bardisken när en kvinna, som var från sydstaterna, bad att få en shot whiskey och en shot inläggningslag från burken. Han tyckte det var konstigt, men provade själv och tyckte det var gott. Puben var populär bland restaurang- och barpersonal, och när den därefter hamnade på menyn spreds den över USA och till Europa via Storbritannien. I början av 2010-talet började Jameson lansera sin whiskey som en bra ingrediens för Pickleback och Jameson blev vanlig sort för drinken på barerna. Reggie Cunningham föredrog att använda en mindre exklusiv och, vad han menade, en mindre välsmakande whiskey. På Bushwick Country Club användes Old Crow bourbon från Jim Bean.

## Namnet
Namnet är en ordlek med engelskans "piggy back". Piggy back är när en person bärs på någons rygg med armarna runt halsen och benen runt midjan på den bärande personen. "Pickle" är ett ord för inläggningslag, och "back" är ett annat ord för chaser, alltså att skölja ner en första starkare shot med en ny, ofta alkoholfri, dryck. Vill man ha något att skölja ned det starka med, kan man som beställning exempelvis säga: ".. a vodka with a pineapple back", ungefär ".. vodka, och ananasjuice att skölja ned med".